# Na Osi
Na Osi – program motoryzacyjny telewizji Motowizja, wyprodukowany przez  Andrzeja Wachowskiego, prowadzony przez Piotra Zelta. W latach 2003-2012 prowadził go Sławomir Sochacki. Premiera programu miała miejsce 3 maja 2003. Pierwszą stacją emitującą program był TVN Siedem który emitował go do początku 2008. Następnie od 20 stycznia 2008 do lutego 2014 emitowano go w TVN Turbo. Od 1 marca 2014 roku premierowe odcinki programu emitowane są na kanale Motowizja, a od początku 2015 również w Tele 5, do 2023 roku ukazało się ponad 1000 odcinków programu. 

## Fabuła
W programie pokazywane są głównie pojazdy ciężarowe: zarówno skrzyniowe jak i ciągniki siodłowe, małe ciężarówki, auta dostawcze i autobusy. Audycja porusza sprawy związane z transportem, spedycją i logistyką. Omawiane są problemy nurtujące współczesnego kierowcę, nie tylko tego, który prowadzi pojazdy wielkogabarytowe, ale także tego, który jeździ samochodem osobowym.
W niemal każdym odcinku znajduje się test samochodu: ciężarówki, pojazdu specjalnego lub autobusu, wybranego z gamy dostępnych produktów europejskich producentów. Wszechstronnie pokazywane są wygląd pojazdu zarówno z zewnątrz jak i wnętrze, jego parametry i możliwości.
Program zawiera wiele informacji o problemach, z jakimi borykają się kierowcy i przewoźnicy, o zmieniających się przepisach oraz wszelkich nowościach, o tym, jak się jeździ po polskich drogach, i o życiu kierowców. Nie brakuje również porad specjalistów.